# Reticolo reciproco
In geometria e in cristallografia il reticolo reciproco del reticolo di Bravais è un insieme di vettori {\displaystyle \mathbf {k} } che generano un reticolo di Bravais nello spazio dei momenti. L'onda piana il cui vettore d'onda sia {\displaystyle \mathbf {k} } ha la stessa periodicità del reticolo di partenza.

## Definizione
Consideriamo un set di punti {\displaystyle \mathbf {R} \ } che costituiscono un reticolo di Bravais ed un'onda piana definita da {\displaystyle e^{i\mathbf {k} \cdot \mathbf {r} }\ }. Tale onda piana per alcuni valori di {\displaystyle \mathbf {k} \ } ha la periodicità del reticolo di Bravais. L'insieme dei vettori d'onda {\displaystyle \mathbf {K} \ } che descrive onde piane con la periodicità di un dato reticolo di Bravais si chiama reticolo reciproco. Tale condizione da un punto di vista algebrico corrisponde a scrivere:
{\displaystyle e^{i\mathbf {K} \cdot (\mathbf {r} +\mathbf {R} )}=e^{i\mathbf {K} \cdot \mathbf {r} }}
Dovendo tale relazione valere per qualsiasi {\displaystyle \mathbf {r} \ } segue che l'insieme dei vettori del reticolo reciproco soddisfa la relazione:
{\displaystyle e^{i\mathbf {K} \cdot \mathbf {R} }=1}
per tutti i punti R del reticolo di Bravais.
Ad ogni reticolo di Bravais possiamo associare un reticolo reciproco in maniera univoca. Il reticolo di Bravais che determina un certo reticolo reciproco è spesso chiamato reticolo diretto, quando considerato assieme al suo reciproco. Il reticolo reciproco è anche un reticolo di Bravais nello spazio dei vettori d'onda. Il reticolo reciproco del reticolo reciproco è il reticolo di Bravais originale.
Essendo il reticolo reciproco un reticolo di Bravais, possiamo scrivere da un punto di vista algebrico che:
{\displaystyle \mathbf {K} =m_{1}\mathbf {b} _{1}+m_{2}\mathbf {b} _{2}+m_{3}\mathbf {b} _{3}}
dove {\displaystyle m_{i}\ } sono numeri interi e {\displaystyle \mathbf {b} _{i}\ } sono i vettori primitivi del reticolo reciproco.
I vettori del reticolo reciproco hanno la dimensione di una {\displaystyle {\text{lunghezza}}^{-1}\ }.
Per un reticolo infinito tridimensionale definito dai suoi vettori primitivi {\displaystyle (\mathbf {a_{1}} ,\mathbf {a_{2}} ,\mathbf {a_{3}} )}, (che non sono univoci) esiste un algoritmo semplice che permette di ricavare i vettori primitivi dello spazio reciproco:
{\displaystyle \mathbf {b_{1}} =2\pi {\frac {\mathbf {a_{2}} \times \mathbf {a_{3}} }{\mathbf {a_{1}} \cdot (\mathbf {a_{2}} \times \mathbf {a_{3}} )}}}
{\displaystyle \mathbf {b_{2}} =2\pi {\frac {\mathbf {a_{3}} \times \mathbf {a_{1}} }{\mathbf {a_{1}} \cdot (\mathbf {a_{2}} \times \mathbf {a_{3}} )}}}
{\displaystyle \mathbf {b_{3}} =2\pi {\frac {\mathbf {a_{1}} \times \mathbf {a_{2}} }{\mathbf {a_{1}} \cdot (\mathbf {a_{2}} \times \mathbf {a_{3}} )}}.}
I vettori del reticolo reciproco sono legati alle famiglie di piani reticolari.

## Esempi di reticoli reciproci

### Cubico semplice
Se si scelgono come vettori primitivi dello spazio diretto
{\displaystyle \mathbf {a_{1}} =a\mathbf {i} \qquad \mathbf {a_{2}} =a\mathbf {j} \qquad \mathbf {a_{3}} =a\mathbf {k} }
Allora essendo:
{\displaystyle V=\mathbf {a_{1}} \cdot (\mathbf {a_{2}} \times \mathbf {a_{3}} )=a^{3}\ }
i vettori primitivi dello spazio reciproco sono:
{\displaystyle \mathbf {b_{1}} ={\frac {2\pi }{a}}\mathbf {i} \qquad \mathbf {b_{2}} ={\frac {2\pi }{a}}\mathbf {j} \qquad \mathbf {b_{3}} ={\frac {2\pi }{a}}\mathbf {k} }
Cioè il reticolo reciproco è cubico semplice come il reticolo dello spazio diretto, ma con passo reticolare {\displaystyle 2\pi /a\ }.

### Reticolo cubico a corpo centrato
Se si scelgono come vettori primitivi dello spazio diretto (tale scelta è quella più simmetrica):
{\displaystyle \mathbf {a_{1}} ={\frac {a}{2}}(\mathbf {j} +\mathbf {k} -\mathbf {i} )\ }
{\displaystyle \mathbf {a_{2}} ={\frac {a}{2}}(\mathbf {k} +\mathbf {i} -\mathbf {j} )\ }
{\displaystyle \mathbf {a_{3}} ={\frac {a}{2}}(\mathbf {i} +\mathbf {j} -\mathbf {k} )\ }
in questo caso i vettori primitivi del reticolo reciproco saranno:
{\displaystyle \mathbf {b_{1}} ={\frac {2\pi }{a}}(\mathbf {j} +\mathbf {k} )\ }
{\displaystyle \mathbf {b_{2}} ={\frac {2\pi }{a}}(\mathbf {k} +\mathbf {i} )\ }
{\displaystyle \mathbf {b_{3}} ={\frac {2\pi }{a}}(\mathbf {i} +\mathbf {j} )\ }

### Reticolo cubico a facce centrate
Se si scelgono come vettori primitivi dello spazio diretto:
{\displaystyle \mathbf {a_{1}} ={\frac {a}{2}}(\mathbf {j} +\mathbf {k} )\ }
{\displaystyle \mathbf {a_{2}} ={\frac {a}{2}}(\mathbf {k} +\mathbf {i} )\ }
{\displaystyle \mathbf {a_{3}} ={\frac {a}{2}}(\mathbf {i} +\mathbf {j} )\ }
in questo caso i vettori primitivi del reticolo reciproco saranno:
{\displaystyle \mathbf {b_{1}} ={\frac {2\pi }{a}}(\mathbf {j} +\mathbf {k} -\mathbf {i} )\ }
{\displaystyle \mathbf {b_{2}} ={\frac {2\pi }{a}}(\mathbf {k} +\mathbf {i} -\mathbf {j} )\ }
{\displaystyle \mathbf {b_{3}} ={\frac {2\pi }{a}}(\mathbf {i} +\mathbf {j} -\mathbf {k} )\ }
Cioè il reticolo reciproco dell'fcc è un bcc, mentre del bcc è un fcc, entrambi con passo reticolare {\displaystyle 4\pi /a\ }.